# مارلين كلارك
مارلين كلارك (بالإنجليزية: Marlene Clark)‏ هي ممثلة أمريكية، ولدت في 19 ديسمبر 1949 بلوس أنجلوس في الولايات المتحدة.

## وصلات خارجية
- مارلين كلارك على موقع IMDb (الإنجليزية)
- مارلين كلارك على موقع قاعدة بيانات الأفلام العربية
- مارلين كلارك على موقع ألو سيني (الفرنسية)
- مارلين كلارك على موقع أول موفي (الإنجليزية)
- مارلين كلارك على موقع قاعدة بيانات الفيلم (الإنجليزية)
- مارلين كلارك على موقع كينوبويسك (الروسية)